# شهرستان لینزه
شهرستان لینزه (به لاتین: Linze County) یک منطقهٔ مسکونی در چین است که در ژانگی واقع شده‌است.